# RFC 1918
RFC 1918 is een RFC dat de privé-adresruimte van IP-adressen (IPv4) beschrijft.
Privé-adressen zijn adressen die niet routeerbaar zijn op het internet. Door deze beperking wordt het mogelijk de adressen te hergebruiken: verschillende netwerken kunnen binnen het eigen netwerk dezelfde IP-adressen gebruiken. Hierdoor wordt het gebruik van publieke IPv4-adressen verminderd. 
Om computers (of andere apparaten) die geconfigureerd zijn met een RFC 1918-adres toch gebruik te laten maken van het internet, wordt er tussen het privénetwerk en het internet een network address translation (NAT)-router geplaatst die de RFC 1918-adressen vertaalt in een publiek IP-adres. Op deze manier kan een groot aantal computers één of enkele IP-adressen delen.
De vrijgehouden IP-adressen zijn:
| Omschrijving | Eerste IP-adres | Laatste IP-adres | Klasse-omschrijving                  | Grootste CIDR-blok           |
| ------------ | --------------- | ---------------- | ------------------------------------ | ---------------------------- |
| 24-bit block | 10.0.0.0        | 10.255.255.255   | 1 klasse A-netwerk                   | 10.0.0.0/8 (255.0.0.0)       |
| 20-bit block | 172.16.0.0      | 172.31.255.255   | 16 opeenvolgende klasse B-netwerken  | 172.16.0.0/12 (255.240.0.0)  |
| 16-bit block | 192.168.0.0     | 192.168.255.255  | 256 opeenvolgende klasse C-netwerken | 192.168.0.0/16 (255.255.0.0) |